# Seznam vojenských letadel od A
Zde je seznam vojenských letadel od A.